# NGC 7002
NGC 7002 (другие обозначения — PGC 66009, ESO 235-43) — эллиптическая галактика (E1) в созвездии Индеец.
Этот объект входит в число перечисленных в оригинальной редакции «Нового общего каталога».